# Simplesat
Simplesat fue un satélite artificial diseñado para probar métodos de construcción para poder elaborar satélites astronómicos más baratos y poder controlarlos a menor coste desde estaciones de tierra. Iba equipado con un telescopio óptico de 0,3 m de diámetro y un sistema de control de posición por GPS. Fue desarrollado por el centro de vuelo espacial Goddard de la NASA. Fue lanzado desde el transbordador espacial en la misión STS-105 el día 20 de agosto de 2001 y reentró en la atmósfera en enero de 2002.

## Especificaciones
- Longitud: 0,66 m
- Diámetro máximo: 0,48 m
- Masa: 52 kg

## Parámetros orbitales
- Perigeo: 130 km
- Apogeo: 135 km
- Inclinación orbital: 51,6 grados
- Período: 87,1 minutos